# Cohors II Bracaraugustanorum
Die Cohors II Bracaraugustanorum [equitata] (deutsch 2. Kohorte aus Bracara Augusta [teilberitten]) war eine römische Auxiliareinheit. Sie ist durch Militärdiplome und Inschriften belegt.

## Namensbestandteile
- Cohors: Die Kohorte war eine Infanterieeinheit der Auxiliartruppen in der römischen Armee.

- II: Die römische Zahl steht für die Ordnungszahl die zweite (lateinisch secunda). Daher wird der Name dieser Militäreinheit als Cohors secunda .. ausgesprochen.

- Bracaraugustanorum: aus dem conventus Bracara Augusta. Die Soldaten der Kohorte wurden bei Aufstellung der Einheit auf dem Gebiet des conventus (iuridicus) Bracara Augusta (mit der Hauptstadt Bracara Augusta) rekrutiert.[1]

- equitata: teilberitten. Die Einheit war ein gemischter Verband aus Infanterie und Kavallerie. Der Zusatz kommt in einer Inschrift[2] vor.

Da es keine Hinweise auf den Namenszusatz milliaria (1000 Mann) gibt, war die Einheit eine Cohors quingenaria equitata. Die Sollstärke der Kohorte lag bei 600 Mann (480 Mann Infanterie und 120 Reiter), bestehend aus 6 Centurien Infanterie mit jeweils 80 Mann sowie 4 Turmae Kavallerie mit jeweils 30 Reitern.

## Geschichte
Die Kohorte war in den Provinzen Moesia, Moesia inferior und Thracia stationiert. Sie ist auf Militärdiplomen für die Jahre 77/78 bis 157 n. Chr. aufgeführt.
Der erste Nachweis der Einheit in Moesia beruht auf einem Diplom, das auf 77/78 datiert ist. In dem Diplom wird die Kohorte als Teil der Truppen (siehe Römische Streitkräfte in Moesia) aufgeführt, die in der Provinz stationiert waren. Ein weiteres Diplom, das auf 92 datiert ist, belegt die Einheit in Moesia inferior.
Zwischen 92 und 114 wurde die Einheit in die Provinz Thracia verlegt, wo sie erstmals durch ein Diplom nachgewiesen ist, das auf 114 datiert ist. In dem Diplom wird die Kohorte als Teil der Truppen (siehe Römische Streitkräfte in Thracia) aufgeführt, die in der Provinz stationiert waren.
Zu einem unbestimmten Zeitpunkt wurde die Kohorte wieder in die Provinz Moesia inferior zurückverlegt, wo sie durch weitere Diplome, die auf 136 bis 157 datiert sind, nachgewiesen ist.

## Standorte
Standorte der Kohorte in Thracia waren möglicherweise:
- Schipka: eine Inschrift[7] wurde hier gefunden.

## Angehörige der Kohorte
Folgende Angehörige der Kohorte sind bekannt.

### Kommandeure
| - A(ulus) Atinius Paternus, ein Präfekt (CIL 6, 1838) - M(arcus) Lurius Faustus Caecilianus, ein Präfekt (AE 1978, 851) - Ti(berius) Claudius Helvius Secundus, ein Präfekt (AE 1925, 44) | - Ti(berius) Cl(audius) Proculus Cornelianus, ein Präfekt (AE 1956, 123) - Titus Statius Lupus: er wird auf dem Diplom von 136 als Kommandeur genannt. |

### Sonstige
| - Ce[lsus Marius], ein Reiter (AE 1965, 347) - Petronius, ein Decurio (AE 1965, 347) | - Ti(berius) Claudius Communis, ein Centurio: das Diplom von 136 wurde für ihn ausgestellt. |